# جان دای
جان دای (انگلیسی: John Dye؛ ۳۱ ژانویهٔ ۱۹۶۳ – ۱۰ ژانویهٔ ۲۰۱۱) یک هنرپیشه اهل ایالات متحده آمریکا بود. وی بین سال‌های ۱۹۸۴ تا ۲۰۰۷ میلادی فعالیت می‌کرد.از فیلم‌ها یا برنامه‌های تلویزیونی که وی در آن نقش داشته است می‌توان به قلب یک مخاطب اشاره کرد.

## درگذشت
دای در ۱۰ ژانویه ۲۰۱۱ در خانه اش در سانفرانسیسکو، کالیفرنیا مرده پیدا شد. خانواده او گزارش دادند که او به دلیل مشکلات قلبی درگذشت.
محل استراحت دای در پارک یادبود هاتون در زادگاهش آموری، می سی سی پی است.